# Ітеєво
Іте́єво (рос. Итеево, башк. Этәй) — село у складі Ілішевського району Башкортостану, Росія. Адміністративний центр Ітеєвської сільської ради.
Населення — 506 осіб (2010; 544 у 2002).
Національний склад:
- башкири — 79 %